# Уилард Бойл

Уилард Стърлинг Бойл (на английски: Willard S. Boyle) е канадски физик, един от изобретателите на CCD устройството. За този си принос, Бойл получава 1/4 от Нобеловата награда по физика за 2009 г.

## Биография
Роден е на 19 август 1924 г. в Амхърст, Нова Скотия, Канада. Мобилизиран е в Канадската кралска флота, но не участва в реални бойни действия. Защитава бакалавърска (1947), магистърска (1948) и докторска (1950) степени в Университета МакГил.
След като защитава докторантурата си, започва работа в канадската Лаборатория за изследване на лъченията, където прекарва една година. Следващите две години преподава в Канадския кралски военен колеж. През 1953 г. започва работа в Bell Labs, където, в сътрудничество с Дон Нелсън изобретяват първия рубинов лазер с непрекъснато действие. Назначен е за директор на Отдела по космическа наука и откривателски изследвания на поделението Bellcomm на Bell Labs през 1962 г., където работи за програмата Аполо. Връща се на работа в Bell Labs през 1964 г., където работи над развитието на интегралните схеми.
През 1969 г. Бойл и Джордж Смит изобретяват CCD устройството, за което съвместно са удостоени с медала Стюарт Балантин на Института Франклин през 1973 г, наградата Н. Либман на Института на инженерите електроници и електротехници за 1974, Наградата Чарлз Старк за 2006 и Нобеловата награда по физика за 2009 г.
Бойл е изпълнителен директор по научноизследователската дейност на Bell Labs от 1975 г. до пенсионирането си през 1979 г. След 1979 г. се връща в Нова Скотия, където участва в Научния съвет на Канадския институт за авангардни изследвания и Научния съвет на провинция Нова Скотия.
Умира на 7 май 2011 г. в Нова Скотия на 86-годишна възраст.